# تدليك قاع الرحم
تدليك قاع الرحم أو تدليك الرحم، هي تقنية تستخدم لتقليل النزف والتقلصات في الرحم بعد الولادة أو الإجهاض. عندما يعود الرحم إلى حجمه الطبيعي قبل الحمل، تنقبض عضلاته بقوة، مما قد يسبب الألم. يمكن إجراء تدليك قاع الرحم بيد واحدة على عظم العانة، وتدليك قاع الرحم بقوة (الجزء العلوي من الرحم) ، أو مع إضافة يد واحدة في المهبل لضغط شرايين الرحم . يمكن أن يَمنع الاستخدام الروتيني لتدليك قاع الرحم نزيف ما بعد الولادة أو ما بعد الإجهاض ويمكن أن يقلل الألم؛ مما قد يقلل أيضًا الحاجة إلى محفزات انقباض الرحم، وهي الأدوية التي تسبب تقلص الرحم وعودته لحجمه الطبيعي. يتم استخدام التقنية في علاج ونى الرحم، وهي حالة يفتقر فيها الرحم إلى انقباض العضلات ويكون ناعم الملمس بدلاً من الصلابة والتماسك.